# Ippodromo Capannelle
Ippodromo Capannelle är en travbana i Rom i provinsen Lazio i Italien, öppnad 1881. Banans största arrangemang är det Italienska Derbyt (it: Derby italiano di trotto), som arrangeras varje år sedan 1884.

## Om banan
De första hästkapplöpningarna i Rom ägde rum under kyrkostatens styre omkring 1870 vid Porta San Giovanni. Redan 1844 hade Lord George Stanhope, Earl og Chesterfield, två dagars tävlande, då med galopplöp, på marken intill den nuvarande banan, som då var en plats tillägnad rävjakt. Under tiden bildades den italienska jockeyklubben och Steeple Chases Society. 
1881 öppnades den första banan med namnet Ippodromo Capannelle, som även var den första travbanan i Italien. År 1926 invigde Società di Corse i Rom den nya travbanan, som hade toppmodern teknik och arkitektur. 2005 byggdes och invigdes allvädersbanan, som blev den första italienska travbanan med syntetiskt underlag. Ett år senare, den 9 september 2006, invigdes belysningssystemet som skapats specifikt för travbanan. Den nya travbanan, som byggdes på insidan om galoppbanan invigdes den 9 april 2014.

## Större lopp
Ippodromo Capannelles största arrangemang är Grupp 1-loppet Italienska Derbyt (it: Derby italiano di trotto). Loppet arrangeras varje år sedan 1884, och är öppet för treåringa italienskfödda varmblodiga travhästar. Finalen går av stapeln i oktober varje år och körs över 2100 meter med autostart. Förstapris är ca 350 000 euro. Det är Italiens motsvarighet till Svenskt Travderby.
Banan arrangerar även Grupp 1-loppen Gran Premio Gaetano Turilli (4-åriga och äldre), Gran Premio Allevatori (2-åriga) och Gala Internazionale del Trotto (4-åriga och äldre).